# Cérizet
Cérizet é um personagem da Comédia Humana de Honoré de Balzac que tem um papel secundário, mas decisivo, em Illusions perdues, em que ele participa da ruína de seu patrão David Séchard.
Órfão dos Enfants-Trouvés de Paris, colocado como aprediz dos impressores Didot, David Séchard o traz de volta a Angoulême para fazê-lo trabalhar em sua tipografia, no começo de Illusions perdues. Posteriormente, ele trairá seu patrão em acordo com os Cointet, inimigos de David.
Entra para o serviço público durante a Restauração, se tornando posteriormente homem de negócios. Se envolve nas intrigas de Theodose de la Peyrade e Jerome Thuillier. Em 1833, detém títulos contra Maxime de Trailles, um dos grandes dandis da Comédie.
Aparece também em Splendeurs et misères des courtisanes, Les Petits Bourgeois e Un homme d’affaires.